# اندیس سیلیس علی‌قلی (زرین)
سیلیس علی قلی یک اندیس غیرفلزی است که در حوالی شهر زرین استان یزد قرار دارد و مادهٔ معدنی موجود در آن، سیلیس است.سنگ میزبان این اندیس دولومیت است  